# Silk & Steel
Silk & Steel è il secondo album del gruppo musicale britannico Five Star, pubblicato il 18 agosto 1986.

## Descrizione
L'album è pubblicato dalla RCA su LP, musicassetta e CD.

## Tracce

### Lato A
1. Can't Wait Another Minute
2. Find the Time
3. Rain or Shine
4. If I Say Yes
5. Please Don't Say Goodnight

### Lato B
1. Stay Out of My Life
2. Show Me What You've Got for Me
3. Are You Man Enough?
4. The Slighest Touch
5. Don't You Know I Love It